# Llista de monuments de Sant Agustí de Lluçanès
Llista de monuments de Sant Agustí de Lluçanès inclosos en l'Inventari del Patrimoni Arquitectònic Català pel municipi de Sant Agustí de Lluçanès (Osona). Inclou els inscrits en el Registre de Béns Culturals d'Interès Nacional (BCIN) amb la classificació de monuments històrics, els Béns Culturals d'Interès Local (BCIL) de caràcter immoble i la resta de béns arquitectònics integrants del patrimoni cultural català.
| Monument                                                   | Protecció   | Estil/època                                | Localització                                                                         | Coordenades                                          | Codi?         | Imatge |
| ---------------------------------------------------------- | ----------- | ------------------------------------------ | ------------------------------------------------------------------------------------ | ---------------------------------------------------- | ------------- | --- |
| Freixenet, o Castell de Freixenet                          | BCIN 757-MH | Obra popular XII                           | Sant Agustí de Lluçanès                                                              | 42° 05′ 53″ N, 2° 07′ 00″ E / 42.098012°N,2.116539°E | RI-51-0005172 | Carregueu una nova foto d'aquest monument |
| El Grau                                                    |             | Obra popular XVIII-XIX                     | Sant Agustí de Lluçanès                                                              | 42° 05′ 08″ N, 2° 07′ 37″ E / 42.085422°N,2.12685°E  | IPA-23488     | El Grau (Sant Agustí de Lluçanès) · Vegeu més fotos d'aquest monument · Carregueu una nova foto d'aquest monument                                              |
| Església parroquial de Sant Agustí                         |             | Obra popular XI-XVIII                      | Sant Agustí de Lluçanès                                                              | 42° 05′ 06″ N, 2° 07′ 38″ E / 42.08488°N,2.12730°E   | IPA-23489     | Església parroquial de Sant Agustí (Sant Agustí de Lluçanès) · Vegeu més fotos d'aquest monument · Carregueu una nova foto d'aquest monument                   |
| Can Bardolet                                               |             | Obra popular XIX                           | Sant Agustí de Lluçanès                                                              | 42° 05′ 35″ N, 2° 08′ 21″ E / 42.092963°N,2.139189°E | IPA-23490     | Carregueu una nova foto d'aquest monument |
| Casacuberta                                                |             | Obra popular XVIII                         | Sant Agustí de Lluçanès                                                              | 42° 04′ 25″ N, 2° 08′ 03″ E / 42.073670°N,2.134191°E | IPA-23491     | Carregueu una nova foto d'aquest monument |
| Casademunt, Casademunt del Pi                              |             | Obra popular XVII-XVIII                    | Sant Agustí de Lluçanès                                                              | 42° 05′ 43″ N, 2° 08′ 33″ E / 42.095293°N,2.142374°E | IPA-23492     | Carregueu una nova foto d'aquest monument |
| Església de Sant Genís                                     |             | Obra popular XVIII                         | Sant Agustí de Lluçanès A 300 m veïnat de l'Alou                                     | 42° 05′ 40″ N, 2° 08′ 16″ E / 42.094546°N,2.137741°E | IPA-23493     | Església de Sant Genís (Sant Agustí de Lluçanès) · Vegeu més fotos d'aquest monument · Carregueu una nova foto d'aquest monument                               |
| La Coma                                                    |             | Obra popular XVIII                         | Sant Agustí de Lluçanès                                                              | 42° 04′ 37″ N, 2° 07′ 35″ E / 42.077050°N,2.126287°E | IPA-23494     | La Coma (Sant Agustí de Lluçanès) · Vegeu més fotos d'aquest monument · Carregueu una nova foto d'aquest monument                                              |
| Comermada, o Coma Armada                                   |             | Obra popular XVIII                         | Sant Agustí de Lluçanès                                                              | 42° 05′ 15″ N, 2° 06′ 39″ E / 42.087585°N,2.110727°E | IPA-23495     | Carregueu una nova foto d'aquest monument |
| La Corona                                                  |             | Obra popular XVIII                         | Sant Agustí de Lluçanès                                                              | 42° 04′ 10″ N, 2° 08′ 01″ E / 42.069324°N,2.133573°E | IPA-23496     | Carregueu una nova foto d'aquest monument |
| Font Ranó                                                  |             | Obra popular XVIII-XIX                     | Sant Agustí de Lluçanès                                                              | 42° 05′ 20″ N, 2° 08′ 53″ E / 42.088779°N,2.148133°E | IPA-23497     | Font Ranó (Sant Agustí de Lluçanès) · Vegeu més fotos d'aquest monument · Carregueu una nova foto d'aquest monument                                            |
| Can Jaques                                                 |             | Obra popular XVIII                         | Sant Agustí de Lluçanès                                                              | 42° 04′ 27″ N, 2° 07′ 23″ E / 42.074261°N,2.123086°E | IPA-23498     | Can Jaques (Sant Agustí de Lluçanès) · Vegeu més fotos d'aquest monument · Carregueu una nova foto d'aquest monument                                           |
| Santuari de la Mare de Déu dels Munts                      |             | Obra popular, barroc XVIII                 | Sant Agustí de Lluçanès                                                              | 42° 04′ 43″ N, 2° 09′ 08″ E / 42.078506°N,2.152235°E | IPA-23499     | Santuari de la Mare de Déu dels Munts (Sant Agustí de Lluçanès) · Vegeu més fotos d'aquest monument · Carregueu una nova foto d'aquest monument                |
| L'Oliver                                                   |             | Obra popular                               | Sant Agustí de Lluçanès                                                              | 42° 03′ 55″ N, 2° 08′ 27″ E / 42.065262°N,2.140748°E | IPA-23501     | L'Oliver (Sant Agustí de Lluçanès) · Vegeu més fotos d'aquest monument · Carregueu una nova foto d'aquest monument                                             |
| Perenoguera                                                |             | Obra popular, gòtic-renaixement XVI, XVIII | Sant Agustí de Lluçanès Ctra. Sant Boi - Santa Eulàlia Puigoriol, km 2 a 200 m       | 42° 03′ 54″ N, 2° 08′ 23″ E / 42.065137°N,2.139601°E | IPA-23502     | Perenoguera (Sant Agustí de Lluçanès) · Vegeu més fotos d'aquest monument · Carregueu una nova foto d'aquest monument                                          |
| Capella de la Mare de Déu dels Dolors de Perenoguera       |             | Barroc XVIII                               | Sant Agustí de Lluçanès                                                              | 42° 03′ 54″ N, 2° 08′ 22″ E / 42.065108°N,2.139456°E | IPA-23504     | Capella de la Mare de Déu dels Dolors de Perenoguera (Sant Agustí de Lluçanès) · Vegeu més fotos d'aquest monument · Carregueu una nova foto d'aquest monument |
| El Prat                                                    |             | Obra popular XVI                           | Sant Agustí de Lluçanès Ctra. BV-4608, km 2,5 a 100 m                                | 42° 04′ 07″ N, 2° 07′ 47″ E / 42.068683°N,2.129738°E | IPA-23505     | Carregueu una nova foto d'aquest monument |
| Torrents                                                   |             | Obra popular XVIII                         | Sant Agustí de Lluçanès Ctra. BV-4608, km 2,5 a 100 m                                | 42° 05′ 42″ N, 2° 07′ 16″ E / 42.09497°N,2.121120°E  | IPA-23506     | Carregueu una nova foto d'aquest monument |
| Hostal del Vilar                                           |             | Obra popular XVIII                         | Sant Agustí de Lluçanès Trencant dels Munts                                          | 42° 04′ 40″ N, 2° 07′ 50″ E / 42.077731°N,2.130497°E | IPA-23507     | Hostal del Vilar (Sant Agustí de Lluçanès) · Vegeu més fotos d'aquest monument · Carregueu una nova foto d'aquest monument                                     |
| Vinyes Grosses                                             |             | Obra popular XVII                          | Sant Agustí de Lluçanès Trencant dels Munts                                          | 42° 04′ 46″ N, 2° 06′ 41″ E / 42.079350°N,2.111446°E | IPA-23508     | Carregueu una nova foto d'aquest monument |
| Vinyes Petites, o Vinyes Xiques                            |             | Obra popular XVIII                         | Sant Agustí de Lluçanès                                                              | 42° 04′ 40″ N, 2° 07′ 19″ E / 42.07776°N,2.12190°E   | IPA-23509     | Carregueu una nova foto d'aquest monument |
| Cal Cisquet, o Cal Xisquet                                 |             | Obra popular XIX                           | Sant Agustí de Lluçanès                                                              | 42° 04′ 20″ N, 2° 07′ 12″ E / 42.072183°N,2.119911°E | IPA-23510     | Carregueu una nova foto d'aquest monument |
| Ca n'Alou                                                  |             | Obra popular XVIII                         | Sant Agustí de Lluçanès C. de l'Alou, 31                                             | 42° 05′ 47″ N, 2° 07′ 50″ E / 42.096302°N,2.130534°E | IPA-23512     | Ca n'Alou (Sant Agustí de Lluçanès) · Vegeu més fotos d'aquest monument · Carregueu una nova foto d'aquest monument                                            |
| Cal Coima                                                  |             | Obra popular XVIII                         | Sant Agustí de Lluçanès C. de l'Alou, 4                                              | 42° 05′ 37″ N, 2° 07′ 52″ E / 42.093731°N,2.131101°E | IPA-23513     | Cal Coima (Sant Agustí de Lluçanès) · Vegeu més fotos d'aquest monument · Carregueu una nova foto d'aquest monument                                            |
| Casa de la Vila, antiga escola, popularment els Col·lègits |             | Obra popular XVIII                         | Sant Agustí de Lluçanès C. de l'Alou, 6                                              | 42° 05′ 38″ N, 2° 07′ 51″ E / 42.093783°N,2.130858°E | IPA-23514     | Casa de la Vila (Sant Agustí de Lluçanès) · Vegeu més fotos d'aquest monument · Carregueu una nova foto d'aquest monument                                      |
| Cal Ferrer                                                 |             | Obra popular XVIII                         | Sant Agustí de Lluçanès C. de l'Alou, 23-25                                          | 42° 05′ 41″ N, 2° 07′ 52″ E / 42.094657°N,2.130979°E | IPA-23515     | Cal Ferrer (Sant Agustí de Lluçanès) · Vegeu més fotos d'aquest monument · Carregueu una nova foto d'aquest monument                                           |
| Cal Joan, o Cal Font                                       |             | Obra popular XVIII Final                   | Sant Agustí de Lluçanès C. de l'Alou, 18                                             | 42° 05′ 40″ N, 2° 07′ 52″ E / 42.094415°N,2.131128°E | IPA-23516     | Cal Joan (Sant Agustí de Lluçanès) · Vegeu més fotos d'aquest monument · Carregueu una nova foto d'aquest monument                                             |
| Cal Llorenç                                                |             | Obra popular XVIII                         | Sant Agustí de Lluçanès C. de l'Alou, 24                                             | 42° 05′ 42″ N, 2° 07′ 54″ E / 42.095117°N,2.131755°E | IPA-23517     | Cal Llorenç (Sant Agustí de Lluçanès) · Vegeu més fotos d'aquest monument · Carregueu una nova foto d'aquest monument                                          |
| Cal Magre                                                  |             | Obra popular XVIII                         | Sant Agustí de Lluçanès C. de l'Alou, 27                                             | 42° 05′ 41″ N, 2° 07′ 51″ E / 42.094846°N,2.130904°E | IPA-23518     | Cal Magre (Sant Agustí de Lluçanès) · Vegeu més fotos d'aquest monument · Carregueu una nova foto d'aquest monument                                            |
| Cal Massana, o Cal Sità                                    |             | Obra popular XVIII                         | Sant Agustí de Lluçanès C. Sant Genís, 4, l'Alou                                     | 42° 05′ 38″ N, 2° 07′ 53″ E / 42.093805°N,2.131378°E | IPA-23519     | Cal Massana (Sant Agustí de Lluçanès) · Vegeu més fotos d'aquest monument · Carregueu una nova foto d'aquest monument                                          |
| Ca l'Escloper, o Cal Moles                                 |             | Obra popular XVIII                         | Sant Agustí de Lluçanès C. de l'Alou, 2 - camí de Casademunt                         | 42° 05′ 36″ N, 2° 07′ 51″ E / 42.093306°N,2.130925°E | IPA-23520     | Ca l'Escloper (Sant Agustí de Lluçanès) · Vegeu més fotos d'aquest monument · Carregueu una nova foto d'aquest monument                                        |
| Cal Pau                                                    |             | Obra popular XVIII                         | Sant Agustí de Lluçanès C. de l'Alou, 19                                             | 42° 05′ 40″ N, 2° 07′ 51″ E / 42.094423°N,2.130886°E | IPA-23521     | Cal Pau (Sant Agustí de Lluçanès) · Vegeu més fotos d'aquest monument · Carregueu una nova foto d'aquest monument                                              |
| Can Peiró                                                  |             | Obra popular XVIII                         | Sant Agustí de Lluçanès C. de l'Alou, 26                                             | 42° 05′ 44″ N, 2° 07′ 55″ E / 42.095619°N,2.131837°E | IPA-23522     | Can Peiró (Sant Agustí de Lluçanès) · Vegeu més fotos d'aquest monument · Carregueu una nova foto d'aquest monument                                            |
| Can Roca                                                   |             | Obra popular XVIII                         | Sant Agustí de Lluçanès C. de l'Alou, 17                                             | 42° 05′ 40″ N, 2° 07′ 50″ E / 42.094340°N,2.130657°E | IPA-23523     | Can Roca (Sant Agustí de Lluçanès) · Vegeu més fotos d'aquest monument · Carregueu una nova foto d'aquest monument                                             |
| Can Simó o Cal Simon                                       |             | Obra popular XVIII                         | Sant Agustí de Lluçanès C. de l'Alou, 29                                             | 42° 05′ 42″ N, 2° 07′ 49″ E / 42.095094°N,2.130308°E | IPA-23524     | Can Simó (Sant Agustí de Lluçanès) · Vegeu més fotos d'aquest monument · Carregueu una nova foto d'aquest monument                                             |
| Cal Verdaguer, Cal Carbonell i Ca l'Aliguer                |             | Obra popular XVIII                         | Sant Agustí de Lluçanès C. de l'Alou, 11-15                                          | 42° 05′ 37″ N, 2° 07′ 50″ E / 42.093745°N,2.130641°E | IPA-23525     | Cal Verdaguer, Cal Carbonell i Ca l'Aliguer (Sant Agustí de Lluçanès) · Vegeu més fotos d'aquest monument · Carregueu una nova foto d'aquest monument          |
| Cal Vigatà i Can Poll                                      |             | Obra popular XVIII                         | Sant Agustí de Lluçanès C. de l'Alou, 10-12                                          | 42° 05′ 39″ N, 2° 07′ 52″ E / 42.094108°N,2.130987°E | IPA-23526     | Cal Vigatà i Can Poll (Sant Agustí de Lluçanès) · Vegeu més fotos d'aquest monument · Carregueu una nova foto d'aquest monument                                |
| El Collet                                                  |             | Obra popular XVIII                         | Sant Agustí de Lluçanès Ctra. de Sant Quirze, km 8,2, l'Alou                         | 42° 05′ 02″ N, 2° 08′ 11″ E / 42.083810°N,2.136399°E | IPA-23527     | El Collet (Sant Agustí de Lluçanès) · Vegeu més fotos d'aquest monument · Carregueu una nova foto d'aquest monument                                            |
| El Salt del Llop                                           |             | Obra popular XVIII                         | Sant Agustí de Lluçanès L'Alou                                                       | 42° 04′ 19″ N, 2° 07′ 18″ E / 42.072080°N,2.121702°E | IPA-23528     | Carregueu una nova foto d'aquest monument |
| Molí de Perenoguera                                        |             | Obra popular XVII-XVIII                    | Sant Agustí de Lluçanès                                                              | 42° 03′ 35″ N, 2° 08′ 17″ E / 42.05975°N,2.13808°E   | IPA-40843     | Carregueu una nova foto d'aquest monument |
| Molí del Ramadà                                            |             | Obra popular XVII-XVIII                    | Sant Agustí de Lluçanès A 140 metres al nord de la resclosa del pantà de Sant Agustí | 42° 05′ 40″ N, 2° 06′ 38″ E / 42.09433°N,2.11069°E   | IPA-40844     | Carregueu una nova foto d'aquest monument |